# Cacicus oseryi
Cacicus oseriy (лат.) — вид птиц из семейства трупиаловых. Подвидов не выделяют. Обитают на территории западной Амазонии. Живут во влажных тропических низинных лесах. 

## Описание
Окраска красно-коричневая, горло и грудь жёлто-оливковые. Во время полёта хвост выглядит ярко-жёлтым с центральной полоской оливкового цвета. Глаза светло-голубые.